# Arqueologia bíblica
L'arqueologia bíblica és una disciplina que forma part de l'arqueologia. Està especialitzada en l'estudi de les restes materials relacionades directament o indirecta amb els relats bíblics i amb la història de les religions jueva i cristiana. La regió més estudiada per l'arqueologia bíblica, des de la perspectiva occidental, és la coneguda com Terra Santa, localitzada en l'Orient Mitjà.
La historicitat i autenticitat dels registres bíblics han estat tema de controvèrsia per part d'estudiosos crítics ja des del segle xix. El principal objectiu de la ciència arqueològica no és provar o desacreditar la Bíblia en sentit teològic. S'ha de tenir en compte que la Bíblia no és un llibre amb un objectiu històric sinó doctrinal, per promoure la fe.

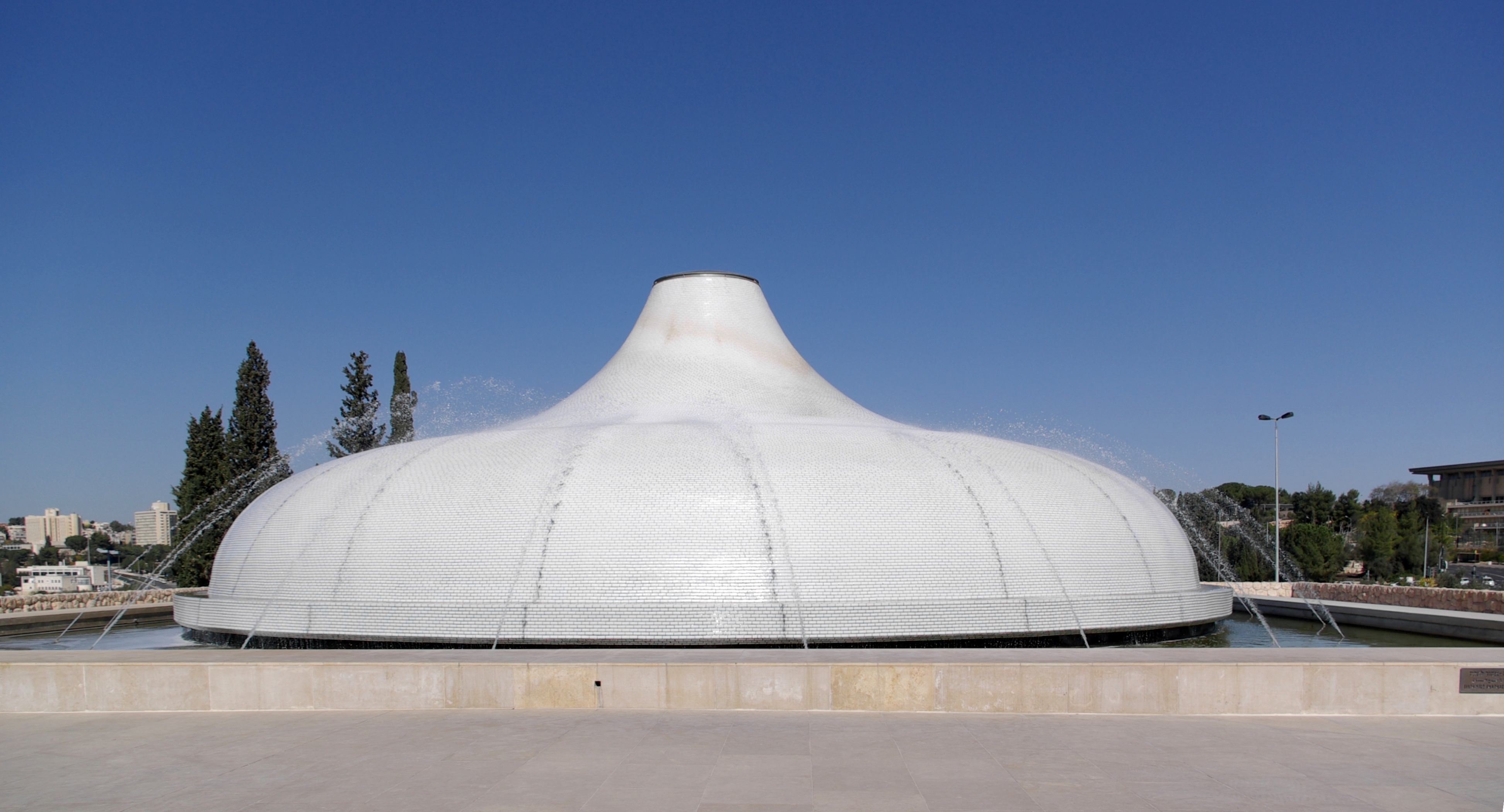
Museu d'Israel, a Jerusalem.

## Escoles arqueològiques
L'arqueologia bíblica és matèria de permanent debat. Un dels objectes de major disputa és la historicitat de la Bíblia davant la qual es poden definir vagament dues escoles del pensament 
minimalisme bíblic i maximalisme bíblic, així com el mètode no-històric de llegir la Bíblia, és a dir la tradicional lectura religiosa d'aquesta. Cal notar que les dues escoles no constitueixen unitats sinó un espectre que fa difícil definir camps i límits, però es poden establir punts descriptius.

### Minimalisme bíblic
El minimalisme bíblic o Escola de Copenhaguen emfatitza que la Bíblia ha de ser llegida i analitzada abans que res com una col·lecció de narracions i no com un acurat recompte històric de la prehistòria de l'Orient Mitjà.
Els autors G. Garbini, T.L. Thompson i P.R. Davies construeixen les bases del que va arribar a ser el minimalisme bíblic. Davies, per exemple, diu que l'Israel històric només es poden trobar en les restes arqueològiques, l'Israel bíblic es percep a les Escriptures i l'Israel antic com una amalgama de tots dos. Thomson i Davies veuen l'Antic Testament o Tanakh com una creació mítica d'una minoritària comunitat de jueus a Jerusalem després del temps que la Bíblia assenyala com el retorn de l'exili de Babilònia (després del 539 aC en endavant). Per a aquesta escola de pensament, cap dels més primitius recomptes bíblics té una solidesa històrica i només alguns dels més recents tenen petits fragments d'una genuïna memòria històrica que són els únics punts recolzats pels descobriments arqueològics. En conseqüència, els recomptes sobre els patriarques bíblics són tinguts com a ficció, les dotze tribus d'Israel mai no van existir, tampoc els reis David i Saül ni la unitat de la monarquia sota David i Salomó.

### Maximalisme bíblic
Els maximalistes sostenen que tot el conjunt de relats bíblics són en realitat referències històriques i que els més recents llibres tenen major solidesa històrica que els més primitius.
L'arqueologia assenyala eres històriques i regnes, formes de vida i comerç, creences i estructures socials: però, només en molt rars casos, els estudis arqueològics presenten informació amb relació a famílies individuals, per tant, no és possible esperar això de l'arqueologia. Fins al moment, l'arqueologia no ha presentat cap prova que asseguri o negui l'existència dels patriarques. Els maximalistes estan dividits en dos temes:
- Uns sostenen que els patriarques van ser en realitat personatges històrics, encara que els relats bíblics sobre ells no són sempre precisos, fins i tot en sentit ampli.
- Altres assenyalen que alguns o tots els patriarques poden classificar-se com personatges ficticis que guarden una lleu relació amb distants personatges històrics.

Els maximalistes bíblics estan d'acord que les dotze tribus d'Israel van existir, encara que això no signifiqui necessàriament que els recomptes bíblics sobre elles corresponguin del tot a la realitat històrica. També estan d'acord en l'existència de grans figures com David, Saül, Salomó, la monarquia d'Israel i Jesús. Però la gamma de posicions dins del maximalisme és àmplia i fins i tot alguns autors poden presentar lleus diferències amb els minimalistes.

## Jaciments arqueològics

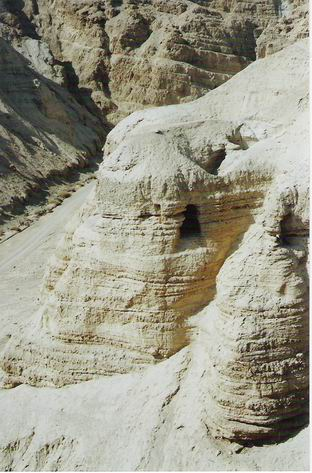
Les Coves de Qumran on es va fer la troballa arqueològica bíblica més important de tots els temps, a la vall de la mar Morta.

Les zones bíbliques són plenes d'excavacions, jaciments arqueològics i museus oberts al públic en general. Entre els més destacats es poden comptar:
- La basílica del Sant Sepulcre: un complex que comprèn la tomba de Jesús (segons la tradició evangèlica) i el Gòlgota. Evidències de tombes jueves, artefactes romans, construccions Constantina i influències otomanes.
- El Museu d'Israel: reuneix objectes d'un valor universal inqüestionable no només per als estudis bíblics, sinó per a la història i prehistòria de l'anomenat Orient Mitjà. Aquest Museu és sens dubte un dels més importants del món.
- El Túnel de Siloé: passa per sota de la Ciutat Vella de Jerusalem i és un dels elements declarats en la Bíblia tant en la Tanakh com en el Nou Testament.
- La barca de Pere: un dels últims troballes va ser una barca soterrada entre el fang a la vora del llac de Tiberíades i amb sorpresa datat del segle i, és a dir, del temps de Jesús. Per aquesta raó ha estat anomenada com la Barca de Pere perquè permet donar-se una idea del tipus de naus que usaven els pescadors que va conèixer Jesús.
- Kiryit Qumran: per a molts és potser una de les troballes més importants de tots els temps. Compost del Kiryit o ruïnes del que era el monestir de la congregació jueva dels essenis, les cavernes on es van trobar els Manuscrits de la mar Morta compost de papirs i còdexs de llibres de la Tanakh, i del Nou Testament, el cementiri dels monjos i molts altres elements que van canviar la història dels estudis bíblics. D'aquest lloc tan especial surt més la cèlebre polèmica del 7Q5, un tros diminut de papir de difícil identificació que el papiròleg català Josep O'Callaghan Martínez, recolzat per l'exegeta alemany Carsten Peter Thiede, va concloure era un segment d'un text neotestamentari, la polèmica segueix en l'actualitat.

## Construccions bíbliques constatades per l'arqueologia
- La ciutat de Gibeó (Josuè 9:3-27.)
- Túnel d'Ezequies (Segon dels Reis 18-20)
- Les Muralles de Jericó (any 1550 aC)
- Segon Temple:construït per Herodes el Gran.
- La rampa del setge de Laquis (ciutat conquerida per Senaquerib el 701 aC
- Reservatori de Siloé (piscina)
- Temple de Siquem(Vegeu Deuteronomi 27.13)
- Túmuls
  - Dinou túmuls de Jerusalem datats en temps de la monarquia de Judea basats en els escrits de la Bíblia: Cròniques 16:14; 21:19; 32:33 i en el Llibre de Jeremies 34: 5.
- Tomba d'Herodes: El maig de 2007, arqueòlegs de la Universitat Hebrea de Jerusalem van anunciar-ne la descoberta.

## Objectes d'excavacions documentades

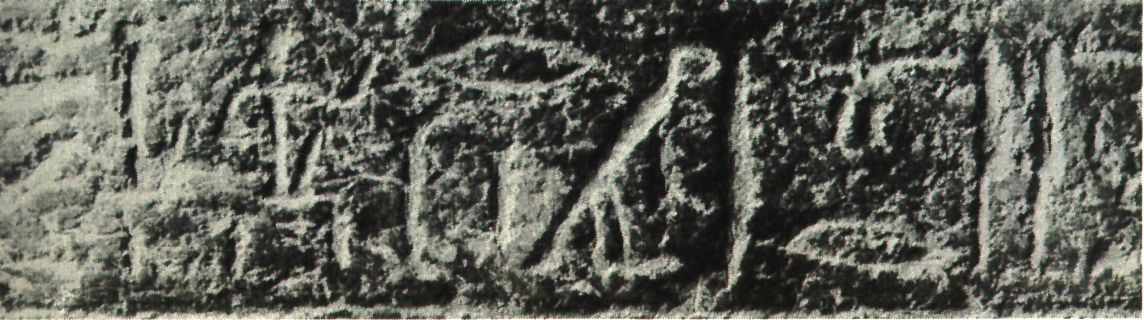
Fragment de l'Merenptah: mencionant-hi Israel

- Estela de Merenptah: és la menció més antiga del poble d'Israel, feta per egipcis (1236 aC a 1223 aC) a Tebes.
- Ebla:ciutat del nord de Síria algunes tauletes mencionen profetes bíblics
- Ecrom: 1993
- Cilindre de Cir: La conquesta de Babilònia per Cir II el Gran descrita pel Llibre de Daniel 5:30-31, resulta confirmada.
- Cilindre de Nabònides: També descriu la conquesta de Babilònia per Cir.
- Ostraca de Gath:Trossos de ceràmica amb els noms (אלות ולת) relacionats amb els bíblics Golies
- Texts de Balaam: (Nombres 22 - 24).
- Nanses de vaixella GBON (גבען): amb inscripcions de noms propis potser relacionats amb Jeremies 28:1.
- L'ostraca d'Arad (Israel)[2].
- Segell de Gemariah ben Shaphan: Jeremíes 36:10.
- Inscripció en la Casa de David i en l'Estela de Tell Dan:
- Ostraca Izbet Sartah:Escrit en llengua hebrea antiga
- Segell de Jaazaniah:, servent del rei II Reis 25: 23.
- El túmul de Caifàs.[3]
- Segell de Jehucal ben Shelemia ben Shobi (Jeremíes 37,:3 i 38).
- Os traques de Laquis: conquesta dels caldeus (Jeremies 347)
- Carta Nº. 6 descriu una conspiració (Jeremies 38:19 i 39: 9).
- Taules de Laquis: Descriu la conquesta de Nínive
- La inscripció de Ponç Pilat:Trobada en el teatre romà de Cesarea
  - El prefecte de Judea, Ponç Pilat, erigí el Tiberium a l'honor de Tiberi Cèsar.
  - Text actual de la tercera línia de la inscripció: TIBERIEUM PONTIUS PILATUS PRAEFECTUS IUDEA
- La conquesta de Samària per Sargon II d'Assíria:II Reis 17: 23-24).
- L'Obelisc Negre de Salmaneser a Acàdia menciona Jeú rei d'Israel (905 aC.
- Segell de Ben Immer: Jeremies 20:1, confirma la menció d'un sacerdot del Temple de Salomó.
- Tiglat-Pileser III|Les inscripcions de Tiglat-Piléser III: trobades a Nínive II Reis 15, 19 i 17:3).
- Pedra de Zayit|La Pedra de Zayit: Inscripcions del segle x aC
- Tauleta de Nebo-Sarsequim: (Jeremies 39:3) inscripció cuneïforme que fa referència a un oficial citat pel profeta Jeremies.

## Disciplines relacionades
Com tota ciència, l'arqueologia i la seva branca bíblica tenen les seves pròpies especialitzacions així com el seu treball interdisciplinari. L'arqueologia treballa en equip amb disciplines com:
- Papirologia
- antropologia
- geologia i altres

Altres disciplines com la filosofia, la teologia, l'exegesi, l'hermenèutica, se serveixen dels resultats científics d'aquesta. Per exemple, la Bíblia utilitza un llenguatge recurrent simbòlic que pot fer pensar que com allà s'esmenta pot pertanya al pla estrictament teològic i, per tant, no necessàriament verificable. No obstant això, gràcies a l'arqueologia, molts passatges bíblics han trobat una explicació més concreta, sense que per això es vulgui dir que la relació arqueologia-estudis bíblics sigui pacífica.